# Gargantilla
Gargantilla es un municipio español, en la provincia de Cáceres, comunidad autónoma de Extremadura. Está situado en las estribaciones de la Traslasierra, en concreto, la bajada oeste de la cordillera del ramal izquierdo que se divide en el Puerto de Baños y con finalización del macizo de sierra de Gredos, con una superficie de 2087 hectáreas (20,87 km²) y una altitud de 607 m s. n. m.

## Geografía

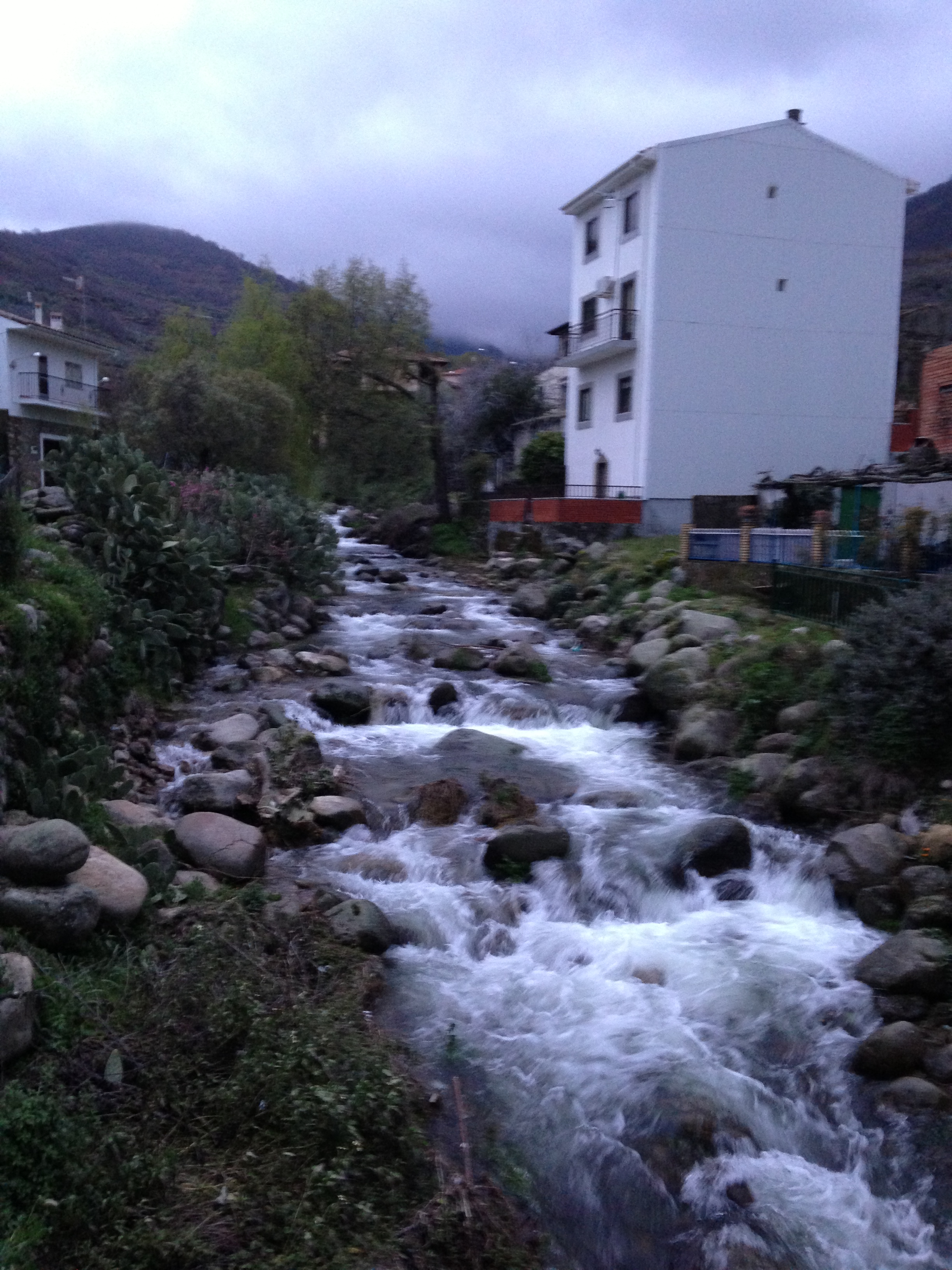
Garganta de Honduras vista desde la Calle de Arriba (Gargantilla)

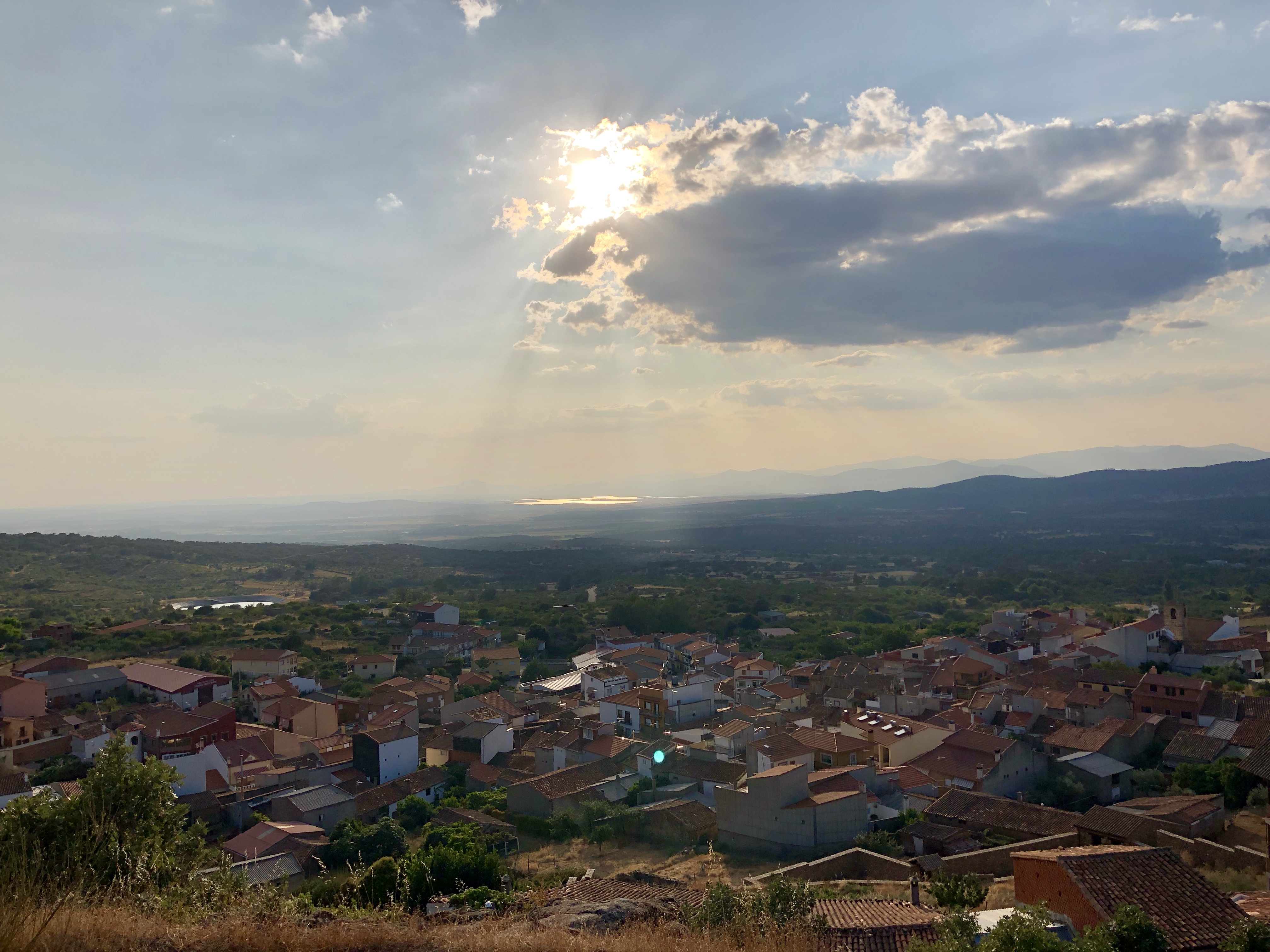
Vista general de Gargantilla desde la Peña Llana o Pella Llana

Gargantilla se encuentra enclavada en el Valle del Ambroz, al norte de la provincia de Cáceres, a dos kilómetros de la N-630, llamada Vía de la Plata, calzada de origen romano que unía Astorga con Mérida, según el itinerario Antonino. Actualmente se ha desvirtuado el itinerario de la Ruta de la Plata, puesto que comienza en Sevilla (en vez de Mérida) y acaba en Gijón (en vez de Astorga), con el nombre de A-66.
Durante siglos fue usada como camino de trashumancia y de peregrinos hacia Santiago, enlazando con el Camino Francés en Astorga.. Se encuentra rodeada de un importante bosque de castaños, de robles y frutales. La Garganta de Honduras atraviesa el pueblo y se convierte así en el motor de la agricultura y la ganadería, así como en el sistema de abastecimiento de agua de la población. Las montañas se encuentran surcadas por bancales construidos por sus habitantes para el cultivo del cerezo. Las tierras más bajas se utilizan para cultivar ciruelos, olivos y pastos. En el periodo estival se nota una gran merma en la cantidad de agua que arrastra la Garganta de Honduras.
Por carretera, Gargantilla se ubica en sentido norte, tomando como referencia la ciudad de Plasencia por la N-630 o por la A-66, dirección Salamanca. También por la carretera de Ávila a Piedrahíta, Béjar y por la N-630 hasta Aldeanueva del Camino, hasta el cruce denominado el Baldío, girando a la izquierda.
Existe otra vía, denominada "carretera del Monte", que une los pueblos de Hervás con Gargantilla, tomando desde el primero la EX-205 hasta alcanzar la CC-102. La distancia es de 6,4 km. aproximadamente y el tiempo invertido es de unos 10 minutos en coche. El paisaje es inigualable por su vegetación de roble y castaño.

### Municipios limítrofes
Gargantilla limita con:
- Aldeanueva del Camino al oeste y noroeste;
- Hervás al noreste;
- Cabezuela del Valle al sureste;
- Navaconcejo en un pequeño tramo al sur;
- Segura de Toro al suroeste.

### Clima
Gargantilla tiene clima Continental, se caracteriza por los grandes contrastes de temperatura entre el invierno y el verano y la escasez de precipitaciones. Los veranos son muy calurosos, con máximas que pueden superar los 32° y los inviernos suelen ser fríos, con abundantes heladas y nieblas persistentes. Precipitaciones escasas (no supera los 400 mm. anuales). Temperatura media anual de 13,6°, con una mínima en invierno de -3,8° y una máxima en verano de 37,5°. Reinan los vientos del norte y del oeste, defendidos los del este y sur por la montaña.

## Historia

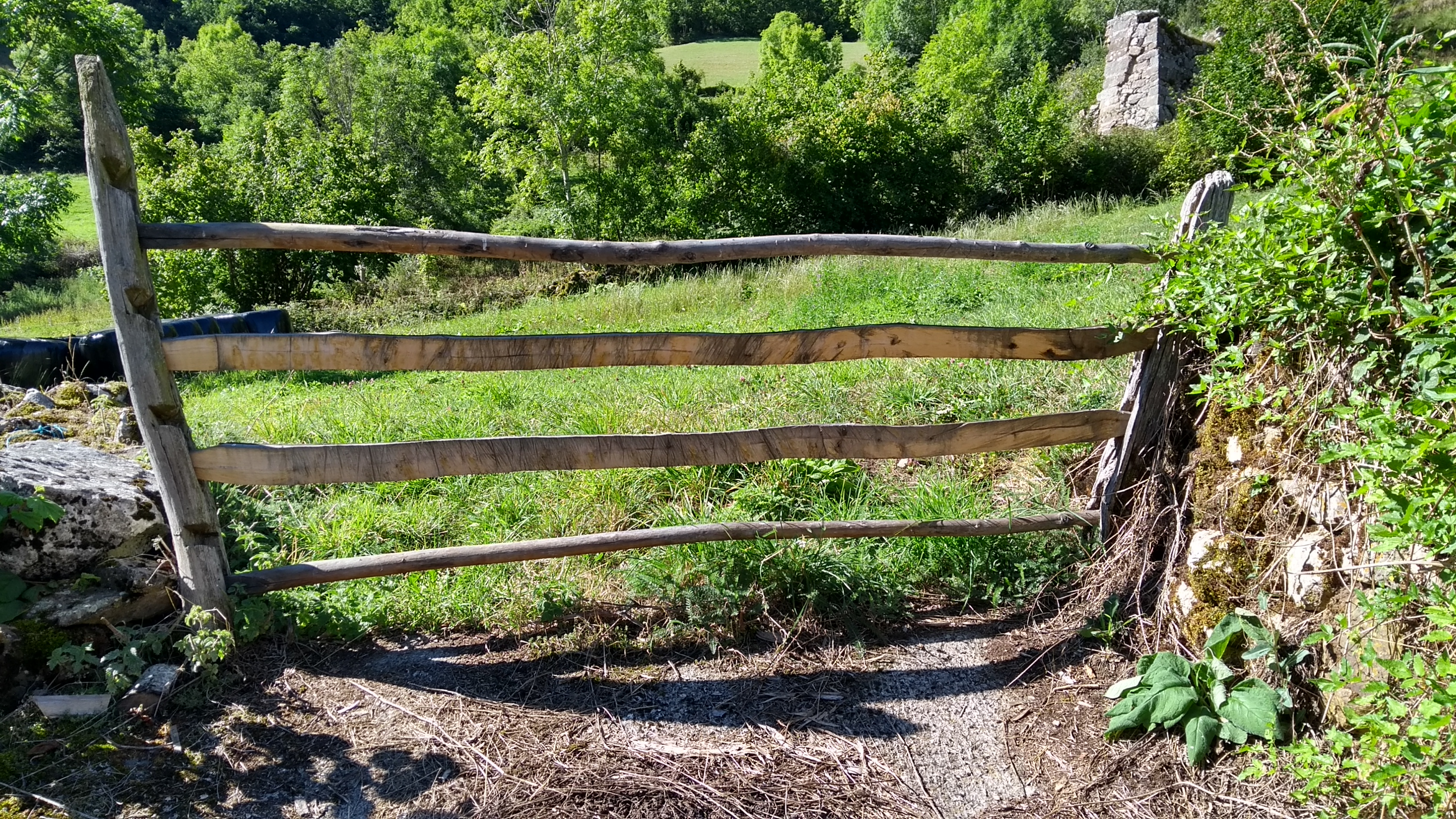
Portera celta

Por esta villa del norte de la provincia de Cáceres han pasado poblaciones desde vetones, celtíberos, romanos y godos. Desde época prehistórica, la Sierra Norte de Extremadura ha sido poblada por asentamientos que han ido dejando una homogeneidad histórica, evolutiva y cultural.
En los lusitanos predomina la raza Celta,sus habitantes demostraron un carácter guerrero, pues ofrecieron una dura resistencia en las guerras lusitanas (siglo II a. C.), y en concreto en la zona de Gargantilla se asientan los vetones, siglo V a. C., cuya cultura se desarrolla a finales de la Edad del Bronce,los vetones también se opusieron a la invasión romana. Este pueblo mantuvo, además, relaciones culturales con otros habitantes de la Meseta en lo que hoy en día serían las provincias de Ávila, Salamanca, Cáceres junto con Toledo y Zamora. De ellos son los típicos cerramientos del ganado con paredes de piedra superpuestas y también los chozos. Estas comunidades pastoriles del norte de Extremadura, que hunden sus orígenes en la prehistoria, serían las que mejor se adaptarían a la condición fronteriza del territorio o irían desarrollando gradualmente las estructuras sociales que conforman sus comunidades.
Cuando nace el Sexmo de Plasencia en 1189, Alfonso VIII otorga los límites de los pueblos del Valle del Ambroz,  haciéndose concesiones de tierras por parte de la Corona en lo que denominamos tierras de realengo, siempre con la administración delegada del sexmo de Plasencia y a Gargantilla se le concede baldíos y dehesas boyales, consistente en el fruto del suelo: es decir pastos para el ganado de las familias y pequeñas superficies cultivables cuando éstas se hacían necesarias, incluso si el suelo era de mala calidad, en la Dehesa del Palancar, que está en el siglo XIX en manos del Ayuntamiento, así como el fruto del vuelo, o sea, lo que se obtenía de los árboles: leña, combustible, corcho, etc., siendo estos de una importancia  en el complemento básico para su subsistencia.
También era frecuente la petición de terrenos de montes y baldíos, utilizando el verbo "descuajar". En 1888 se publica el trabajo de la Comisión formada por Emilio Carreño (Peraleda), Antonio Fco. Erimia (Talaván), Antonio Garrido (Gargantilla), Antonio Díaz Sánchez y Juan Aparicio Rosado (Plasencia), con el título de " Memorias sobre los bienes pertenecientes al Sexmo de Plasencia ". 
La primera mención de Gargantilla en la Historia reciente, comienza cuando España se encuentra dividida en dos reinos: Castilla y León. Perteneciente al Ducado de Béjar, se hace cargo de la parte de arriba de Aldeanueva del Camino, junto con su iglesia de Ntra. Sra. de los Olmos, de la cual formó parte hasta que en 1833 con la reforma provincial de Javier de Burgos y pasó a formar parte de Extremadura, haciéndose efectiva la división provincial.Los ilustrados como Jovellanos a la cabeza habían puesto en entredicho los bienes comunales. Y es por primera vez que el Sexmo de Plasencia concede a Gargantilla la privatización de uno de los aprovechamientos: se trata de la " Real facultad para arbitrar el fruto de la bellota y la castaña ". 
Según dice Antonio Castaño Fernández, al salir de Plasencia y antes de llegar a la villa de Baños de Montemayor se encuentra sobre la ladera de una montaña llena de castaños, la aldea de Gargantilla toma su nombre, mediante sufijación diminutiva de la forma en "illa" del topónimo del nombre de sus pobladores. Con la conquista de Coria (1142) que conllevo la despoblación de musulmanes, el territorio del norte del Tajo quedaría desprovisto de toda estructuración islámica. La repoblación corrió a cargo de castellanos procedentes del alfoz abulense de Ávila y sus contornos siendo estos a su vez procedentes de la zona de Aragón y Navarra. Surgiendo un dialecto específico denominado "alto-extremeño", más castellanizado, diferenciado del de la zona de Las Hurdes que lleva la aportación leonesa. En aquéllas repoblaciones tuvieron un papel decisivo las Órdenes Militares del Temple, de Santiago y de Alcántara, este podía haber sido el caso de la abadía de Sotofermoso, la ermita de Santihervás, el castillo de Segura de Toro y la torre vigía de Gargantilla, que pasarían a posesión templaria a partir de mediados del siglo XII.
A la caída del Régimen de Franco se constituyó en municipio constitucional de la región de Extremadura, perteneciendo desde 1834 al partido judicial de Granadilla en la provincia de Cáceres, y en la actualidad pertenece al Partido Judicial de Plasencia. En 1842 contaba con 120 hogares y 657 habitantes.

## Demografía
Gargantilla cuenta con una población de 364 habitantes (INE 2024).
| Gráfica de evolución demográfica de Gargantilla entre 1842 y 2021                                                   |
| |
| Población de derecho según los censos de población del INE Población de hecho según los censos de población del INE |

## Economía
A lo largo de la historia de Gargantilla, su economía se ha caracterizado por centrarse exclusivamente en el sector primario, esto es lógico si tenemos en cuenta que la mayor parte de la región es rural con un porcentaje dedicado a la agricultura del 20%. Donde destacan los prados y los huertos cuajados de frutales, viñedos y olivares, siendo además el mayor productor de cerezas y ciruelas del valle del Ambroz.
Gargantilla es un pueblo que tiene su principal cultivo en las cerezas en casi todas sus variedades, aunque destacan la bourlat. california, ambrunes y picotas. En segundo lugar tenemos otro cultivo característico de esta localidad y exclusivo de la zona con denominación de origen, la "Ciruela Reina Claudia", reconocida por su rico sabor y usada para confitería. Se consideran una de las ciruela de mejor calidad, debido a su textura suave y sabor dulce que las hace excelentes como fruta de postre.
En los últimos años ha venido dándose un alza la explotación de la aceituna, hasta ahora reducida al ámbito familiar para la obtención de aceite. En la actualidad se ha incrementado este cultivo, casi un 34% para la exportación de la variedad manzanilla cacereña.
En cuanto a la silvicultura o explotación forestal, destaca el aprovechamiento de la encina (bellota) y del alcornoque (corcho).
La dependencia de la agricultura es crónica debido a la escasa cualificación de la población local. En 2001, Gargantilla era el cuarto municipio de más de 100 habitantes de la provincia de Cáceres con un mayor porcentaje de población sin estudios. En total, el 65,9% de la población del municipio mayor de 10 años carecía de cualquier tipo de formación educativa. Este porcentaje era notoriamente superior al 23,9% de la media regional y al 15,3% de la media estatal.

## Gobierno y administración
Gargantilla empieza su andadura de gobierno y administración con el reparto de tierras entre Castilla y León, perteneciendo siempre a Castilla. En 1786 Gargantilla llegó a tener 60 vecinos, entendiendo vecino como cabeza de familia, y componiendo cada vecino, una media de cuatro personas. Aun siendo municipio pequeño tiene dos iglesias, una en Gargantilla, perteneciente al Obispado de Plasencia y la otra la de Aldeanueva parte de Arriba, perteneciente al Obispado de Coria.
Hoy en día Gargantilla está enclavada y en las ocho poblaciones que constituyen el Valle de Ambroz, sumando entre todos ellos una población de 7834 habitantes y ofreciendo una diversidad paisajística motivada por el gran desnivel que hay entre las cumbres montañosas (2000m.) y la parte baja del valle (450 m.) en tan solo una distancia de 25 km.
Desde la década de los ochenta, el PSOE ha ostentado la alcaldía hasta las pasadas elecciones municipales del 22 de mayo de 2011, en las cuales se ha consolidado un nuevo alcalde del partido PP-EU, Fausto Carril Velaz, pero éste después de un corto período de legislatura, dimite y cede el bastón a la teniente de alcalde, Estela Sánchez Pérez. En las últimas elecciones municipales (2019) ha sido elegida al frente de la administración política del municipio Dolores Peña Carril, estando al frente del consistorio desde 2015.

## Cultura
Gargantilla cuenta con biblioteca que se encuentra dentro del Centro Cultural, lugar donde se imparten cursos, charlas, reuniones y otros eventos de interés para los vecinos.La gestión de la biblioteca pública, junto con la celebración de dichos eventos o la promoción del patrimonio cultural local son solo algunas de las actividades que el municipio realiza dentro de su política cultural. En 2019 se destinó a cultura un 24 % de la tasa interanual.

### Monumentos

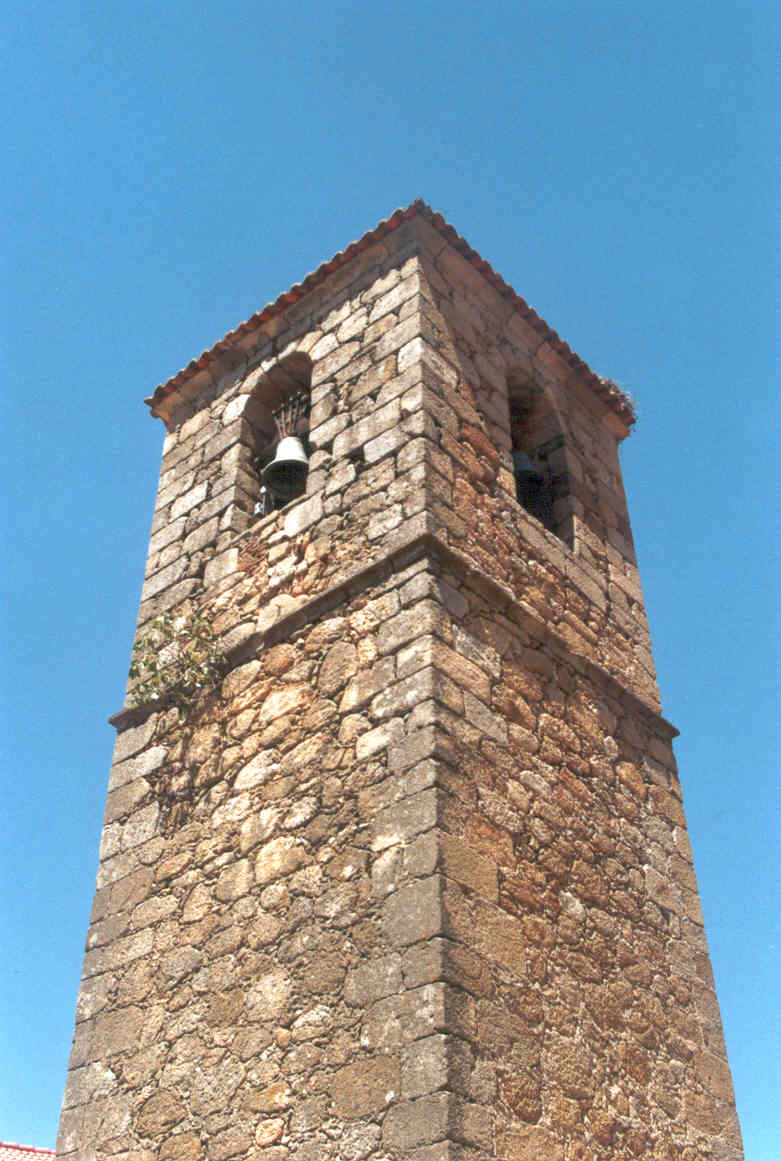
Torre campanario

Sin tener monumentos de renombre sí que tiene arquitectura de la primera mitad del siglo XVI, entre ellas la iglesia parroquial católica dedicada a la advocación de San Pablo Apóstol, perteneciente al arciprestazgo de Hervás en la diócesis de Plasencia, de este siglo, se accede a su interior por medio de dos portadas, ambas muy sencillas y de medio punto. El interior presenta tres naves sobre pilares de ladrillo y arcos del mismo material, con techumbre moderna a dos aguas. El coro, situado a los pies del templo, es también moderno aunque se ha reformado en sucesivas ocasiones. Al terminar la Edad Media muchos de los grandes templos adoptaron aspectos de baluartes militares, resultando muy paradójica esta imagen militar con las pías funciones a las que estaban destinadas, por lo que, dicha iglesia se construyó junto a la torre campanario, del tipo románico del siglo XII, y tiene una peculiaridad: está separada de la iglesia, porque ésta se hizo con posterioridad, siendo su primera función la de torre- vigía. También separado estaba el cementerio, que se encontraban en la zona de “San Bartolomé”, junto a una ermita dedicada al mismo santo. Dicha torre, restaurada en tiempos recientes, permite el acceso al campanario y ver la panorámica del pueblo y sus alrededores. En sus orígenes fue una atalaya de observación con el fin de estar prevenidos por las incursiones de los almohades, bastante bien conservada en su estructura, dichas torres terminan por incorporarse a la aldea y sirven, muchas veces, como campanario de la iglesia que surge a medida que avanza la repoblación.
En abril de 2024, se inicia la 9.ª edición de "Muro Crítico" que dejará su impronta en este municipio extremeño. Un año más el arte mural aterriza en Gargantilla, impulsado desde el Área de Cultura, con temática a través de talleres participativos, con adaptaciones muy concretas a la realidad del municipio.

### Fiestas

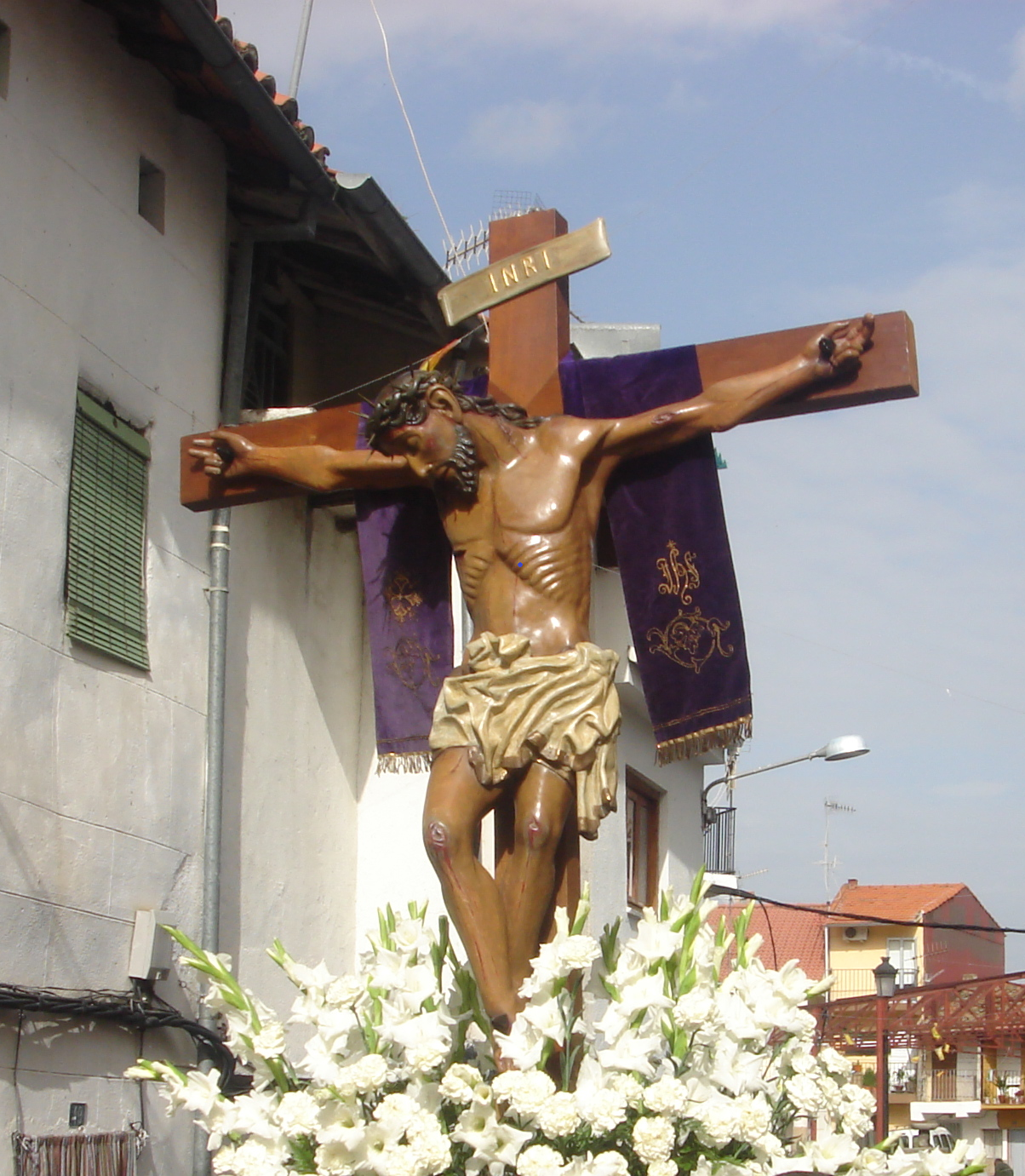
Imagen del Cristo del Socorro

Fiestas patronales avocada al Santísimo Cristo del Socorro que se conmemora el segundo domingo de octubre, normalmente con tres días festivos, el primero coincidiendo con el domingo, es mayordomo el Ayuntamiento, que después de la procesión y misa invita al pueblo y a todo aquel que se acerque, a unos dulces y ponche. Los dos días restantes son mayordomos vecinos de Gargantilla. El patrón del pueblo es San Pablo Apóstol, celebrado el 25 de enero, que da nombre a la iglesia del pueblo y la cooperativa hortofrutícola instalada en el municipio. También se venera con día festivo el 13 de diciembre, dedicado a Santa Lucía.
En los últimos tiempos ha recobrado gran importancia la vocación a San Bartolomé, el cual es llevado en procesión desde el pueblo hasta la Dehesa del Palancar, se celebra el último fin de semana del mes de abril, día festivo donde los haya y últimamente bastante concurrido. Con asistencia de vecinos del pueblo y personal de los alrededores. Un día de merienda en el campo, sobre todo de asados y regado con el vino de la tierra.
En Gargantilla también se celebra la Semana Cultural en la primera semana de agosto, que en sus inicios comenzó como envite entre vecinos y hoy en día acoge una amplia variedad de eventos y actividades.

### Gastronomía

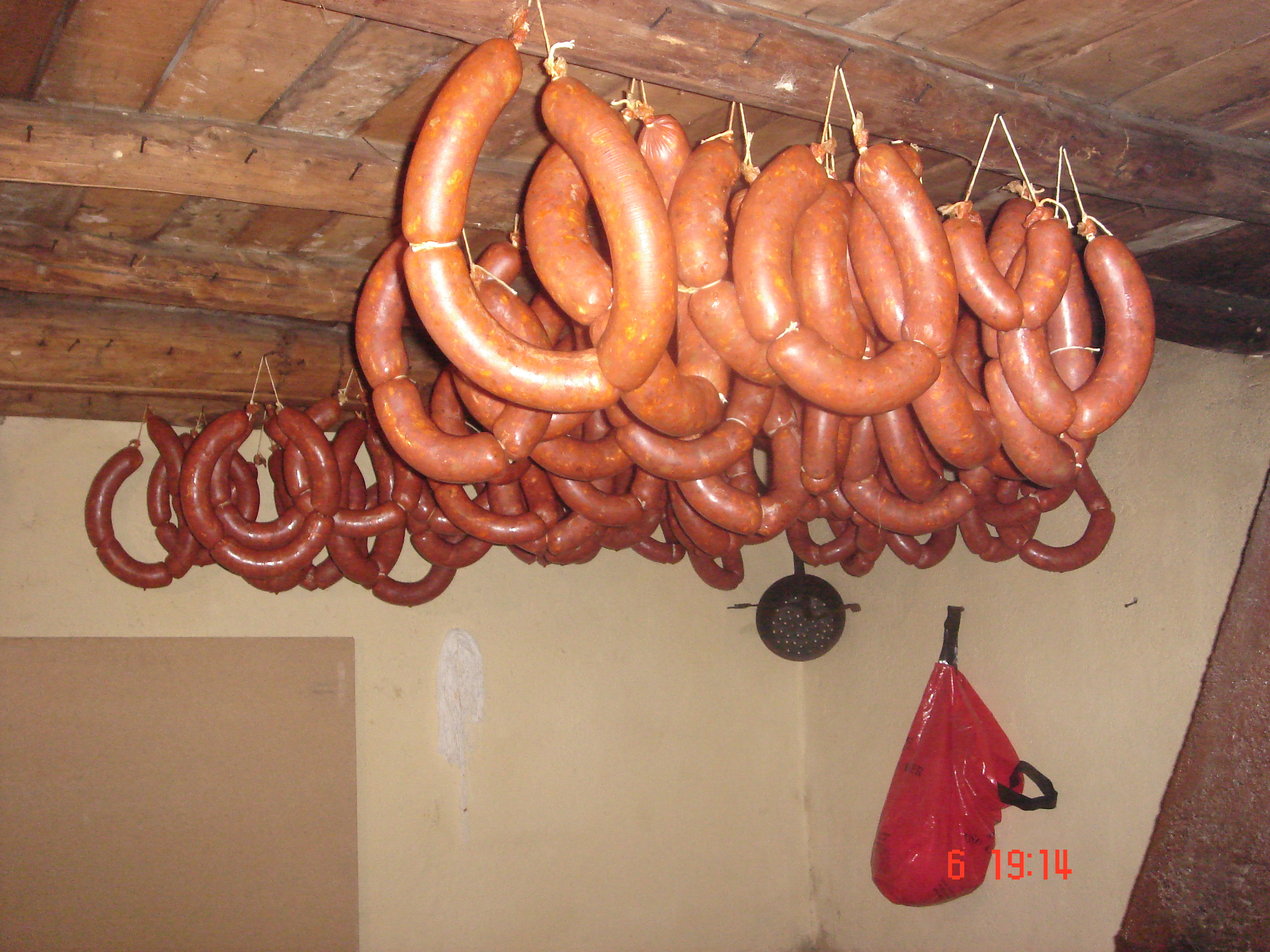
Morcillas de Calabaza

La gastronomía de Gargantilla posee las tradiciones culinarias propias de las costumbres de su población, transmitidas de generación en generación a través de la palabra no escrita. Aquí detallamos a continuación una pequeña variedad de productos autóctonos que se elaboran en esta localidad cacereña.Se degusta el cordero y el cabrito asado o a la caldereta, así como su embutido tradicional elaborado artesanalmente en la Matanza, como el chorizo, salchichón y morcillas de calabaza y patateras. Los ciegos y los chorizos de butago. También son típicas las patatas rebozas así como el zorongollo y las sopas canas. Los quesos son importantes, los elaborados con leche de cabra, en sus versiones de blandos y curados. También se embadurnan de pimentón. En bollería destacan los mantecados y las perronillas así como las madalenas caseras. Y en Semana Santa los típicos bollos de leche y los hornazos.[cita requerida]